# Saint-Julien-sur-Cher
Saint-Julien-sur-Cher ist eine französische Gemeinde mit 756 Einwohnern (Stand: 1. Januar 2022) im Département Loir-et-Cher in der Region Centre-Val de Loire. Sie gehört zum Arrondissement Romorantin-Lanthenay und zum Kanton Selles-sur-Cher.

## Geographie
Saint-Julien-sur-Cher liegt etwa 22 Kilometer westnordwestlich von Vierzon. Umgeben wird Saint-Julien-sur-Cher von den Nachbargemeinden Villefranche-sur-Cher im Norden, Langon-sur-Cher im Osten und Nordosten, Saint-Loup im Südosten sowie La Chapelle-Montmartin im Süden und Westen.

## Geschichte
Auf der Webseite der Gemeinde wird auf prähistorische Funde verwiesen, die belegen sollen, dass das Gebiet um Saint-Julien schon früh besiedelt war, und das Gebiet kann auch auf eine gallo-römische Vergangenheit zurückblicken. Inwieweit das alles auch auf Saint-Julien selber zutrifft, ist unklar. Konkrete Zeitzeugnisse gibt es erst ab dem 12. Jahrhundert: Die Kirche von 1119 und das 1146 gegründete Kloster Olivet.
Zur Zeit des Baus von Kirche und Kloster trug die Gemeinde noch nicht den heutigen Namen. Sie war als Jahenil oder Jahenuel bekannt, im 16. Jahrhundert dann als Januel, wovon sich dann der Name Saint-Jullian ableitete, dem Schutzheiligen der Gemeinde. Während der Französischen Revolution wurde das Dorf vorübergehend Mont-Julien genannt.
Der Bau der Kirche stand in Zusammenhang mit einem von der Abtei Saint-Pierre de Vierzon abhängigen Priorat. Bei jüngeren Restaurierungsarbeiten wurden imposante Fresken in der Kirche freigelegt.
Das mit der Kirche verbundene Priorats-Gebäude, dessen Baugeschichte nur oberflächlich bekannt ist, kam nach der Französischen Revolution in Staatsbesitz, wurde vermietet und später an Privatpersonen verkauft.
1939 diente das Priorats-Gebäude als Unterkunft für Flüchtlinge aus dem Spanischen Bürgerkrieg.

## Bevölkerungsentwicklung
| 1962                       | 1968 | 1975 | 1982 | 1990 | 1999 | 2006 | 2018 |
| 387                        | 403  | 447  | 553  | 627  | 663  | 737  | 764  |
| Quellen: Cassini und INSEE |      |      |      |      |      |      |      |

## Sehenswürdigkeiten
- Kirche aus dem 12. Jahrhundert, heutiger Bau weitgehend aus dem 16./17. Jahrhundert. Bilder der dort freigelegten Fresken befinden sich auf der Webseite der Gemeinde.[1]
- Zisterzienserkloster Notre-Dame d’Olivet, 1146 gegründet.[3]